# Feketeképű kárókatona

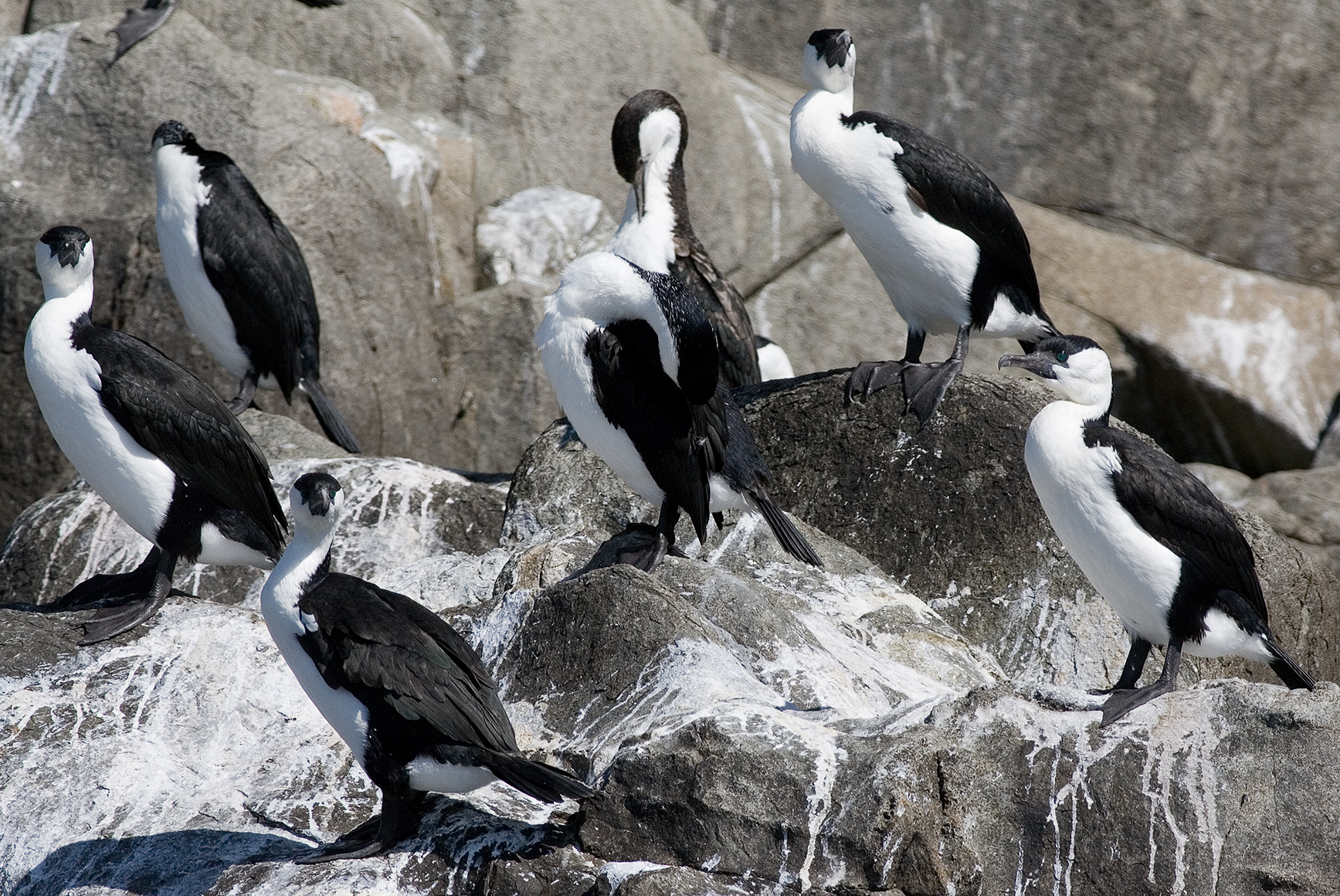
Feketeképű kárókatonák egy csoportja a Tasmánia melletti Bruny-szigeten

A feketeképű kárókatona (Phalacrocorax fuscescens) a madarak (Aves) osztályának a szulaalakúak (Suliformes) rendjébe, ezen belül a kárókatonafélék (Phalacrocoracidae) családjába tartozó faj.

## Előfordulása
Ausztrália déli tengerparti vidékén él. Victoria állam keleti részétől nyugatra egészen a nyugat-ausztráliai Cape Leeuwinig előfordul. Él továbbá Tasmania partvidékén és a Bass-szoros szigetein is.
Kifejezetten tengerparti madár, csak a partok közelében fordul elő.

## Megjelenése
Átlagos testhossza 65 centiméter. Nagyon karakteres megjelenésű madár, a többi Ausztráliában előforduló kormoránfajjal nem lehet összetéveszteni. Testének felső része fekete homloka, feje teteje és tarkója fekete, ezzel éles ellentétben testének alsó része és arca fehér. Nyaka hosszú, a csőre vékony és enyhén kampós.
|  |  |

## Életmódja
A tengerpartokon víz alá bukással keresi halakból, rákokból és tintahalakból álló táplálékát.

## Szaporodás
Költési időszaka szeptember és január közé esik. Kőpárkányokra, tengeri növényekből készíti fészekét. Fészekalja 3, maximum 5 tojásból áll.